# Вітебськ (футбольний клуб)
«Ві́тебськ» (біл. ФК Віцебск) — білоруський футбольний клуб з однойменного міста. Заснований у 1960 році.

## Попередні назви
- «Червоний прапор» (1960—1963)
- «Двіна» (1963—1985)
- «Витязь» (1985—1987)
- КІМ (1987—1994)
- «Двіна» (1994—1995)
- «Локомотив-96» (1996—2002)
- «Локомотив» (2003—2007)
- «Вітебськ» (з 2007)

## Тренери
- Юрій Курненін (1989—1990)
- В'ячеслав Акшаєв (1993—1999)
- Георгій Кондратьєв (січень 2003-листопад 2004)
- Сергій Ясинський (2005-липень 2006)
- Андрій Чернишов (червень 2006—2007)
- Юрій Конопльов (2000, травень 2007 — в.о., грудень 2007-липень 2008-головний, 2009-10)
- Олександр Хацкевич (2 коло 2008, з 20 липня 2008)
- Сергій Боровський (з 23 грудня 2010-)

## Досягнення
- Срібний призер чемпіонату Білорусі: 1993, 1995
- Бронзовий призер чемпіонату Білорусі: 1994, 1997
- Володар кубка Білорусі: 1998.